# Annette Dytrt
Annette Dytrt (tschechisch Annette Dytrtová; * 7. September 1983 in Landshut) ist eine ehemalige deutsche Eiskunstläuferin tschechischer Herkunft, die im Einzellauf startete. Sie war in ihrer Sportart tschechische und mehrfache deutsche Meisterin.

## Leben
Annette Dytrt begann schon im Alter von zwei Jahren in Landshut mit dem Eislaufen, indem sie ihrer drei Jahre älteren Schwester Veronika nacheiferte. Sie startete anfangs für den EV Augsburg und wechselte dann zum Münchener EV, wo sie von Karin Gaiser trainiert wurde. 1998 ging sie zusammen mit ihrer Schwester nach Tschechien, ins Geburtsland ihrer Eltern. Dies taten sie aus dem Glauben heraus, sonst immer im Schatten von Tanja Szewczenko zu stehen.
Die Dytrt-Schwestern starteten für den SKK Karwin und holten 1999 unter Trainerin Vlasta Kopřivová auf Anhieb einen Doppelsieg (Annette vor Veronika) bei den nationalen Titelkämpfen. Für einen Start bei internationalen Meisterschaften im Erwachsenenbereich war die damals 15-jährige Annette noch zu jung, so vertrat Veronika Dytrt Tschechien bei den Europa- und Weltmeisterschaften 1999, während Annette bei den Juniorenweltmeisterschaften an den Start ging. Annette Dytrt kehrte aber schon ein Jahr später, von Heimweh geplagt, nach Deutschland zurück, während Veronika Dytrt auch in den Jahren 2000 bis 2002 bei den tschechischen Meisterschaften mitlief.
In München trainierte Annette Dytrt zunächst bei Steffi Ruttkies (bis 2001). Ab 2003 wurde sie mit dem Trainergespann Alexander Wedenin/Shanetta Folle für ihren alten Verein Münchener EV viermal in Folge deutsche Meisterin. Am Silvestertag 2005 trennte sich Annette Dytrt von Trainerin Folle, zog nach Erfurt, wohnte vorübergehend in einer Wohngemeinschaft mit Stefan Lindemann und Freundin und trainierte bei Ilona Schindler. Mit dem zehnten Platz bei der Europameisterschaft 2006 in Lyon konnte sie sich jedoch nicht für die Olympischen Winterspiele in Turin qualifizieren.
Nach einem Probetraining im Februar 2006 und den Weltmeisterschaften 2006 in Calgary wechselte Annette Dytrt zum Paarlauf mit Norman Jeschke. Sie trainierten im Sommer in Vancouver, Kanada bei Bruno Marcotte. Kurz vor dem Saisonauftakt bei der Nebelhorn Trophy erklärten Dytrt/Jeschke am 24. September 2006 jedoch ihren Rücktritt vom Amateursport, ohne einen einzigen Wettkampf bestritten zu haben. Offiziell genannter Anlass war eine von der ISU angedrohte Wettkampfsperre, sollte das Paar in einer TV-Eisshow auf ProSieben (für die sich Dytrt/Jeschke bereits vertraglich verpflichtet hatten) oder anderen Fernsehshows mit Proficharakter auftreten. Bei der ProSieben-Show Stars auf Eis bildete Annette Dytrt bis zu ihrem Ausscheiden am 15. November 2006 ein Paar mit dem Mundstuhl-Comedian Ande Werner.
Im Dezember 2006 entschied sich Annette Dytrt für eine Fortsetzung ihrer Einzellaufkarriere und wechselte nach Oberstdorf zu Karel Fajfr. Ihr Wettkampf-Comeback bestritt sie bei der Nebelhorn Trophy 2007. Bei der Weltmeisterschaft 2008 erzielte sie mit Rang 12 ihr bestes Resultat. Ab Mai 2008 trainierte sie bei Michael Huth, mit dem sie im Dezember 2008 ihren fünften nationalen Meistertitel erreichte. International errang sie als beste EM-Platzierung im Jahre 2009 den siebten Platz (die erste einstellige Platzierung einer deutschen Einzelläuferin bei kontinentalen Titelkämpfen nach elf Jahren). In der Qualifikation für die Olympischen Winterspiele 2010 in Vancouver scheiterte Dytrt an der geforderten Norm von 128 Punkten bei zwei internationalen Wettbewerben, die sie jedoch nur einmal übertraf.
In der Saison 2010/11 trainierte Annette Dytrt wieder bei Karel Fajfr in Oberstdorf, nahm jedoch verletzungsbedingt an keinen Wettkämpfen teil. Im Mai 2011 gab sie zunächst einen Trainerwechsel zu Ingo Steuer nach Chemnitz und kurz darauf, nach einem Todesfall in ihrer Familie, ihr Karriereende bekannt.
Annette Dytrt gehörte von 2004 bis 2011 – mit einer einjährigen Unterbrechung 2007/08 – der Sportfördergruppe der Bundeswehr an (zuerst Neubiberg, dann Sonthofen). Ihr letzter Dienstgrad war Stabsgefreiter.
Am 22. Dezember 2012 wurde Annette Dytrt im Rahmen des Schaulaufens der Deutschen Meisterschaften 2013 in Hamburg von der Deutschen Eislauf-Union offiziell verabschiedet. Von 2014 bis 2016 nahm sie als Stargast an der Holiday-on-Ice-Produktion Passion teil. Ab 2016 war sie für zwei Jahre zusammen mit ihrem Paarlauf-Partner Yannik Bonheur für die Holiday-on-Ice-Produktion „Time“ verpflichtet.
In der Ausgabe vom Februar 2019 des Playboy erschienen freizügige Bilder von Annette Dytrt.
2019 nahm sie mit John Michael Kelly bei Dancing on Ice teil und erreichte mit ihm den zweiten Platz.

## Erfolge und Ergebnisse
| Wettbewerb/Saison            | 1996/97 | 1997/98 | 1998/99 | 1999/00 | 2000/01 | 2001/02 | 2002/03 | 2003/04 | 2004/05 | 2005/06 | 2006/07 | 2007/08 | 2008/09 | 2009/10 |
| ---------------------------- | ------- | ------- | ------- | ------- | ------- | ------- | ------- | ------- | ------- | ------- | ------- | ------- | ------- | ------- |
| Weltmeisterschaften          | –       | –       | –       | –       | –       | –       | –       | 21      | 15      | 24      | –       | 12      | 18      | –       |
| Juniorenweltmeisterschaften  | –       | –       | 18*     | –       | –       | –       | –       | –       | –       | –       | –       | –       | –       | –       |
| Europameisterschaften        | –       | –       | –       | –       | –       | –       | 21      | 11      | 12      | 10      | –       | 12      | 7       | –       |
| Deutsche Meisterschaften     | 6       | 4       | –       | –       | 11      | 4       | 1       | 1       | 1       | 1       | –       | 3       | 1       | –       |
| Tschechische Meisterschaften | –       | –       | 1*      | –       | –       | –       | –       | –       | –       | –       | –       | –       | –       | –       |
| NHK Trophy                   | –       | –       | –       | –       | –       | –       | –       | –       | –       | 8       | –       | –       | 10      | 8       |
| Cup of Russia                | –       | –       | –       | –       | –       | –       | –       | –       | 5       | –       | –       | –       | –       | 11      |
| Trophée Eric Bompard         | –       | –       | –       | –       | –       | –       | –       | 7       | 6       | 7       | –       | –       | –       | –       |
| Bofrost Cup                  | –       | –       | –       | –       | –       | –       | 11      | –       |         |         |         |         |         |         |
| Skate America                | –       | –       | –       | –       | –       | –       | –       | –       | –       | –       | –       | –       | 10      | –       |
| Finlandia Trophy             | –       | –       | –       | –       | –       | –       | 6       | 7       | 12      | –       | –       | 10      | –       | –       |
| Nebelhorn Trophy             | –       | –       | –       | 17*     | –       | –       | –       | –       | –       | 8       | WD**    | 4       | 8       | –       |

Legende: * = für Tschechien unter dem Namen Annette Dytrtová; ** = Paarlauf mit Norman Jeschke; WD = zurückgezogen

### Andere Wettbewerbe

#### Französische Meisterschaften (Senioren)
- 2003 – 1. Rang (als Gast)

#### Junioren Grand Prix
- 1997 – 3. Platz Hungarian Trophy
- 1997 – 9. Platz Sofia Cup
- 1998 – 10. Platz Hungarian Trophy (für Tschechien)
- 1998 – 14. Platz Grand Prix de St. Gervais (für Tschechien)
- 1999 – 10. Platz Pirouetten (für Tschechien)
- 1999 – 9. Platz Czech Skate (für Tschechien)

## Sonstiges
Annette Dytrts jüngerer Bruder Jan Dytrt (* 1988) spielt beim tschechischen Fußballverein FK Horažďovice in der Unteren Profiliga.